# Pier Ferdinando Casini
Pier Ferdinando Casini (Bolonia, 3 de diciembre de 1955) es un político italiano. Ha sido presidente de la Cámara en la XIV Legislatura. Actualmente es Senador de la República Italiana y líder de Centristas por Europa (CpE), aunque no tenga el cargo de secretario del partido. También tiene el papel de presidente de honor de la Unión Interparlamentar y de presidente de la Internacional Demócrata de Centro.

## Biografía
Después de obtener en 1979 la licenciatura en derecho, empezó su carrera profesional como director de empresa. En 1980 empezó su actividad política en la Democrazia Cristiana, como concejal comunal en Bolonia, hasta su elección a la Cámara de los Diputados en 1983.
En 1993, con el inicio del período de renovación de la Democrazia Cristiana dirigida por  Mino Martinazzoli, que fue comprobada por una serie de escándalos, las investigaciones de las manos limpias, y la importante pérdida de consenso, con Clemente Mastella, Casini toma posiciones en consonancia con la política del partido, de acuerdo a una alianza con la Liga Norte de Umberto Bossi, el Movimiento Social Italiano de Gianfranco Fini y la nueva formación política de Silvio Berlusconi, en virtud de una hipótesis que predice la ley Mattarella que cambió el sistema electoral en el sentido de su mayor parte, la posible formación de un sistema bipolar, es decir, dos grandes coaliciones alternativas. También motivada por el temor de que la Democracia Cristiana, impulsada por su ala izquierda, se suma a forjar alianzas con los Demócratas Progresistas de Achille Occhetto, se aleja del partido. Así bajo la dirección de Mastella y Casini, mientras Martinazzoli da origen al Partido Popular italiano, en oposición al partido fue fundado el 18 de enero de 1994, el Centro Cristiano Democrático(o CCD). 
Es elegido por primera vez en 1994, el Parlamento Europeo y el próximo período de 1999, uniendo el Partido Popular Europeo. A nivel nacional, reelegido en la parte proporcional en la XII legislatura, apoya el primer gobierno de su aliado de Berlusconi, y junto con él no vota por el siguiente gobierno (Dini). 
Para las elecciones de 1996, presentará su partido en la lista proporcional, junto con Cristianos Democráticos Unidos (Italia) de Rocco Buttiglione pero la coalición Popolo della Libertà perdió, y su partido participó a la oposición de los gobiernos del Olivo, cuando tuvo lugar la departida de Mastella, que entró en alianza con el centro-izquierda. 
Con la victoria de su coalición en la sucesiva legislatura, 31 de mayo de 2001 fue elegido Presidente de la Cámara de Diputados.

## Cargos internacionales
Fue elegido Presidente de la Unión Interparlamentaria el 19 de octubre de 2005 (con una gran mayoría con 230 votos de un total de 337 votos válidos) en el período 2005-2008.
El 29 de enero de 2006 es elegido Presidente de la IDC (Internacional Demócrata de Centro).